# Valparaiso, Indiana
Valparaiso är en stad (city) i Porter County, i delstaten Indiana, USA. Enligt United States Census Bureau har staden en folkmängd på 31 942 invånare (2011) och en landarea på 40,2 km². Valparaiso är huvudort i Porter County.